# Pinkpop 2013
Pinkpop 2013 werd net zoals in 2008 en 2010 niet met Pinksteren gehouden, maar van vrijdag 14 tot en met zondag 16 juni. Het was de 44e editie van het Nederlands muziekfestival Pinkpop en de 26e in Landgraaf.

## Geschiedenis
Pinkpop 2013 trok 60.000 unieke bezoekers. Dat is een kwart minder dan een jaar eerder, toen er bijna 80.000 festivalgangers naar Landgraaf trokken en het festival uitverkocht was.
De presentatie was dit jaar in handen van Giel Beelen en Eric Corton.
Sinds 1990 is Pinkpop opgenomen in het Guinness Book of Records als het oudste onafgebroken georganiseerde popfestival in Europa (maar volgens velen zelfs van de wereld). De eerste editie vond plaats op 18 mei 1970 in Geleen, waar Pinkpop 17 keer werd gehouden. In 1987 werd eenmalig uitgeweken naar Baarlo. Vanaf 1988 wordt Pinkpop gehouden op evenemententerrein Megaland in de gemeente Landgraaf waar het in 2013 voor de 26ste keer plaatsvond.

## Perspresentatie
De bekendmaking van het programma vond plaats tijdens de traditionele perspresentatie in poptempel Paradiso te Amsterdam, ditmaal op woensdag 20 februari 2013.

## Kaartverkoop
De kaartverkoop startte op zaterdag 23 februari 2013.

## Programma
|                  | Mainstage (Zuid)                                                         | 3FMstage (Noord)                                              | Brand Bier Stage (Zuid West)                          |
| ---------------- | ------------------------------------------------------------------------ | ------------------------------------------------------------- | ----------------------------------------------------- |
| vrijdag 14 juni  | Handsome Poets Paramore The Script The Killers                           | Masters of Reality Jimmy Eat World Queens of the Stone Age    | Christopher Green Andy Burrows Kodaline Netsky Live   |
| zaterdag 15 juni | La Pegatina Passenger The Opposites Thirty Seconds to Mars Kings of Leon | Douwe Bob Fun. The Gaslight Anthem Phoenix                    | Palma Violets Graveyard Miles Kane Ellie Goulding C2C |
| zondag 16 juni   | Kensington Will and the People The Vaccines Ben Howard Green Day         | Tom Odell Trixie Whitley Blaudzun Stereophonics Triggerfinger | Puggy Bastille Lianne La Havas Die Antwoord Alt-J     |